# イェニス・チョン
イェニス・チョン（張茵、Yennis Cheung）は香港出身の歌手、俳優、広告少女スター、女性歌手、作曲家、作詞家。

## 経歴
Coming Soon...

## レコード記録

### オリジナルアルバム

#### People mountain people sea Records
- 1995年 6月   6月の雪 CD 1枚組 (香港盤)

#### Sony Records
- 1999年 11月 イェニス・チョン CD 1枚組 (香港盤)
- 2000年 12月  密室 CD 1枚組 (香港盤)

#### Bingo Records
- 2003年 7月  でたらめな都市  CD 1枚組 (香港盤)

### ライブアルバム
Coming Soon...

## 資料
- 名前：イェニス・チョン
- 中国での通称名：張茵
- 星座：蟹座
- 出生地：香港
- 国籍：中国
- 高度：160センチメートル (5尺2寸半)
- 体重： 85 ポンド
- 学歴：(1) 高校の二学年は卒業する (2) エンタテインメント学院の音楽の科は卒業する
- 好むの運動：泳ぎ、バレーボール
- 好むの品を飲む：青は檸は梳って打つ
- 好むの動物：山猫、虎、しし (lion) 、豹
- 一番思わしい体の部分：手
- 最も崇めるの男のスター：ケビン・ウォーカー
- 最も崇めるの女優：オードリー・ヘップバーン
- 最大の願望：良い音楽を完成して、良い歌を歌います。
- 最も使うことができる楽器:  ピアノ、ギター、ハーモニカ

## 歌リスト

### 1995年
- 生まれたての赤ん坊 (a new baby will…)
- 6月の雪 (六月雪)
- 探す (尋尋覓覓芊芊處)
- 夢の男女 (夢之男女)
- その小鳥は進水しない (那只雀仔不落水)
- 迷って、救済を待つ！ (迷迷待牽引)
- ガーデン‧私を引率して離れる (花園‧導上路)
- 雲の探す地方を伴う 與雲去找一個地方
- 動物園の太陽  (sun in the zoo)
- することができて、あるいはすることができない。(to be or not to be...)

### 1996年
- その午後私は古い家で手紙を燃やす (那個下午我在舊居燒信)

### 1997年
- ポンお姉さん (彭小姐)
- あなたを強く握る (Hold You Tight)

### 1999年
- 月の旅行 (A Trip To The Moon)
- 星明り (Starlight)
- あなたを離れた (雖然離開)
- 月球の上でダンス (起舞到月球)
- 私のだ (Be Mine)
- 別の夢(Another dream)
- 人工衛星 (人造衛星)
- 星空奇遇
- アポロ 2000 (Apollo 2000)
- 惑は星は後ろは愛する (愛在惑星的背面)
- バイバイ (Bye Bye)
- 月の旅行（北京語ヴァージョン）(月亮旅程)
- あなたを離れて、まだ思い出がある (離開了你，還有回憶)

### 2000年
- 密室
- 思い起こす (憶記)
- 漫遊
- アフタヌーンティー (下午茶)
- 貴重な恋人 (難得有情人)

### 2002年
- 何が恋愛だ？ (乜嘢係戀愛？)

### 2003年
- 前回家の中はあなたがなくて、次回....  (上一個不愛回家的人．下一個)
- でたらめな都市 (荒誕都市)
- 私をからかいますか? (愚弄我嗎 ?)
- 私をからかいますか? (リミックス) 愚弄我嗎 ?(Remix)
- 親友 (密友)
- 救世主
- 心美しい人 (la beaute)
- 陥る恋 (Trapped in your love)

## 音楽作品リスト

### 作曲

#### 1999年
- バイバイ (Bye Bye)

#### 2000年
- 密室
- 漫遊
- 思い起こす (憶記)

### 作詞

#### 2000年
- 漫遊
- 思い起こす (憶記)

#### 2003年
- でたらめな都市 (荒誕都市)
- 救世主
- 心美しい人 (la beaute)
- 前回家の中はあなたがなくて、次回.... (上一個不愛回家的人．下一個)
- 陥る恋 (Trapped in your love)